# James Mirrlees
James Alexander Mirrlees (ur. 5 lipca 1936 w Minnagaff, Szkocja, zm. 29 sierpnia 2018 w Cambridge, Anglia) – brytyjski ekonomista, laureat Nagrody Banku Szwecji im. Alfreda Nobla w dziedzinie ekonomii w 1996 roku.

## Życiorys
Ukończył Trinity College na University of Cambridge. W latach 1968–1995 był profesorem Uniwersytetu Oksfordzkiego, następnie University of Cambridge. Zajmuje się problemami teorii motywacji i asymetrii informacji w zarządzaniu i podejmowaniu decyzji. Jego prace służą także poszukiwaniu optymalnych stawek podatkowych. Jest autorem m.in. Models of Economics Growth (z I. Little, 1974).
Nagrodę Banku Szwecji im. Alfreda Nobla w 1996 roku otrzymał za badania nad bodźcami rynkowymi w warunkach asymetrycznego dostępu do informacji. Razem z nim został wyróżniony Kanadyjczyk William Vickrey.